# Bauhofgasse 2 (Nördlingen)

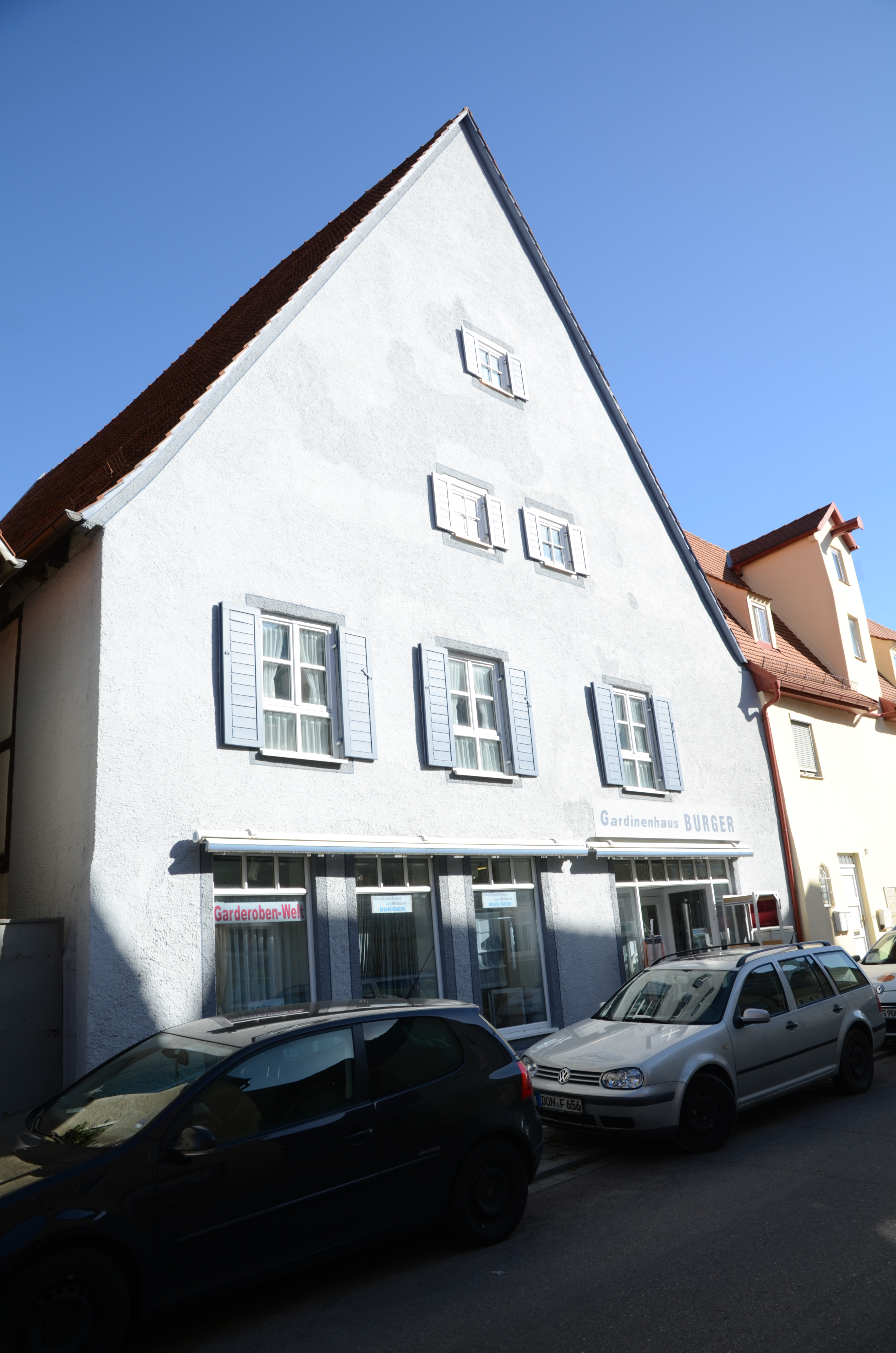
Gebäude Bauhofgasse 2 in Nördlingen

Das Gebäude Bauhofgasse 2 in Nördlingen, einer Stadt im schwäbischen Landkreis Donau-Ries in Bayern, wurde Anfang des 15. Jahrhunderts errichtet. Der ehemalige Stadel ist ein geschütztes Baudenkmal.
Das heutige Wohn- und Geschäftshaus ist ein zweigeschossiger Giebelbau aus verputztem Bruchsteinmauerwerk. Die steinernen Außenwände waren für die damalige Zeit ungewöhnlich. 
Das Dachwerk besteht aus einer Kehlbalkenkonstruktion mit stehendem Stuhl und verblattetem Kopf- bzw. Diagonalstreben.